# Breakbeat Kaos
Breakbeat Kaos ist ein unabhängiges Drum-and-Bass-Plattenlabel mit Hauptsitz in London, England. Gegründet wurde es 2003 aus dem Zusammenschluss der Plattenlabel Breakbeat Punk von DJ Fresh und Kaos Recordings von Adam F. Es wird von den beiden englischen Musikern Daniel Stein (DJ Fresh) und Adam Fenton (Adam F) geleitet, welche ihre eigenen Produktionen über dieses Label veröffentlichen. Außerdem veröffentlicht Breakbeat Kaos auch Alben und Singles von Pendulum und weiteren Künstlern.